# گمشده در فضا (مجموعه تلویزیونی ۱۹۶۵ تا ۱۹۶۸)
گمشده در فضا (انگلیسی: Lost in Space) نام یک مجموعهٔ تلویزیونی علمی-تخیلی آمریکایی است که در ۸۳ قسمت، از سال ۱۹۶۵ تا ۱۹۶۸ میلادی، از شبکهٔ «سی‌بی‌اس» به روی آنتن رفت.
این مجموعه دربارهٔ ماجراهای یک خانوادهٔ آمریکایی است که جزء نخستین ساکنانِ فضا (در ستارهٔ ظُلمان) هستند و سعی دارند بر مشکلات فراوانی که بر سر راهشان قرار می‌گیرد، غلبه کنند.
این مجموعه تلویزیونی با عنوان «کهکشان» در سال‌های ۱۳۵۲ تا ۱۳۵۳ خورشیدی، با دوبلهٔ فارسی از تلویزیون ملی ایران پخش شد.